# La Rue-Saint-Pierre, Oise
La Rue-Saint-Pierre är en kommun i departementet Oise i regionen Hauts-de-France i norra Frankrike. Kommunen ligger i kantonen Clermont som tillhör arrondissementet Clermont. År 2022 hade La Rue-Saint-Pierre 860 invånare.

## Befolkningsutveckling
Antalet invånare i kommunen La Rue-Saint-Pierre
| Referens: INSEE |